# Malika al-Fassi
Malika al-Fassi (19 giugno 1919 – 12 maggio 2007) è stata una scrittrice marocchina.
È stata l'unica donna a sottoscrivere il trattato d'indipendenza del Marocco del 1944. 
Era un'allieva di Abdesiam Serghini.
In età precoce scrisse articoli sotto lo pseudonimo El Fatate, prima, e  Bahitate El Hadira ("ricercatrice della città") dopo il matrimonio.
I suoi articoli sono comparsi su Majellate El Maghrib of Saleh Missa e Rissalate El Maghrib of Saïd Hajji, e in seguito sul quotidiano El Alam, dal 1934. Scrisse testi teatrali messi in scena e alcuni romanzi brevi come La Victime.